# هولغر إرنست
هولغر إرنست (بالألمانية: Holger Ernst)‏ هو كاتب سيناريو وكاتب ومخرج ألماني، ولد في 1972.

## وصلات خارجية
- هولغر إرنست على موقع IMDb (الإنجليزية)
- هولغر إرنست على موقع ألو سيني (الفرنسية)
- هولغر إرنست على موقع أول موفي (الإنجليزية)
- هولغر إرنست على موقع قاعدة بيانات الفيلم (الإنجليزية)
- هولغر إرنست على موقع كينوبويسك (الروسية)